# 滝沢求
滝沢 求（たきさわ もとめ、1958年（昭和33年）10月11日 - ）は、日本の政治家。
自由民主党所属の元参議院議員（2期）。環境副大臣兼内閣府副大臣、外務大臣政務官、参議院環境委員長、外交防衛委員長、自由民主党副幹事長、同環境部会長、青森県議会議員（5期）を歴任。

## 来歴・人物

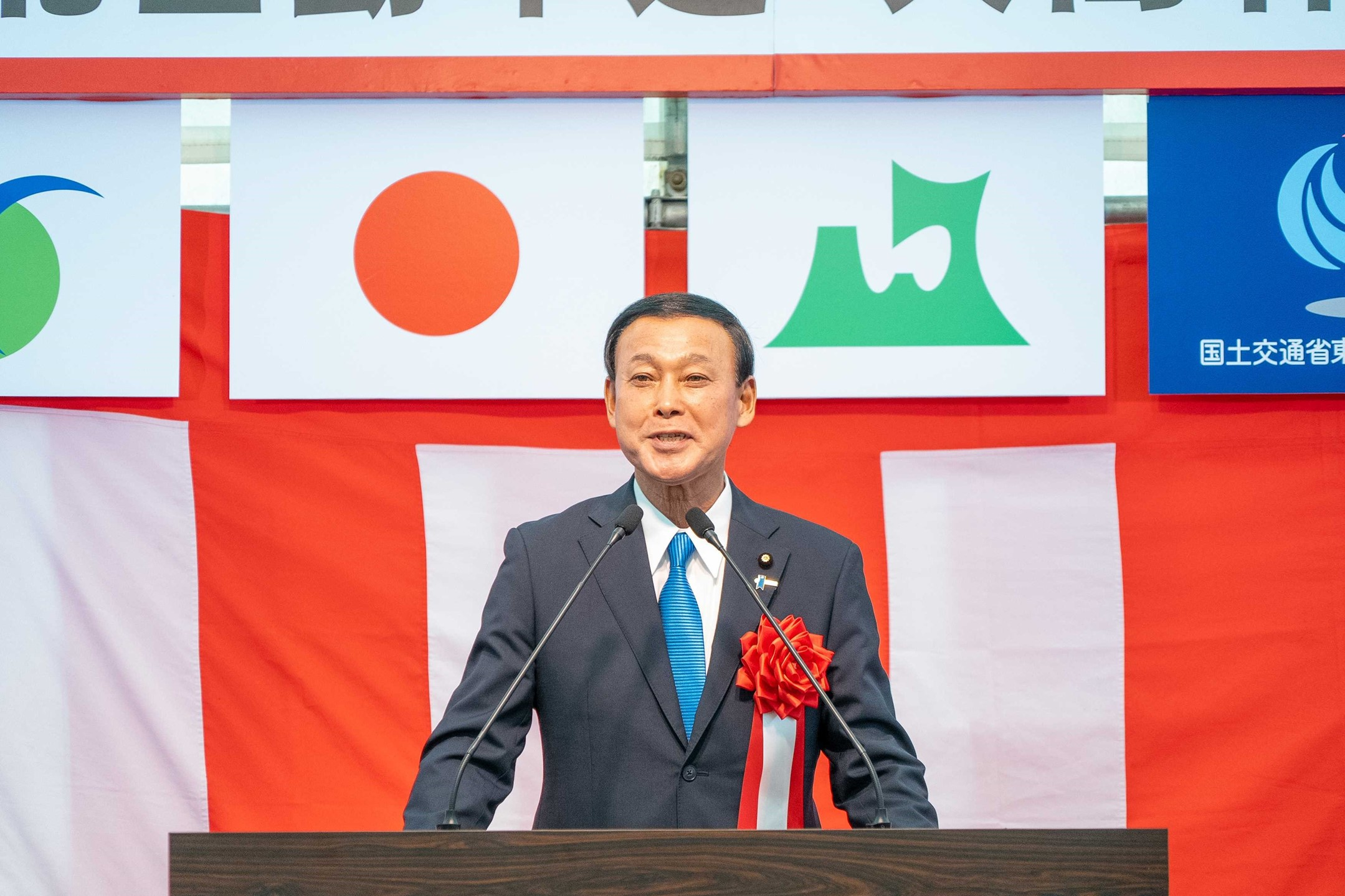
上北自動車道天間林道路開通式（2022年11月27日）

青森県立八戸高等学校卒業。高校時代にアイスホッケー選手としてインターハイに3年連続出場。また、1977年に開催された「あすなろ国体」に青森県代表として出場し、準優勝。
中央大学法学部政治学科卒業後、元内閣総理大臣・中曽根康弘の公設秘書を務める。1995年、乱戦となった第17回参議院議員通常選挙に無所属で出馬するも落選。
1998年に青森県議会議員初当選。以来、連続5期当選。自民党青森県連青年局長、自民党青森県連政調会長、自民党八戸市支部長、自民党青森県連副会長、青森県議会総務企画委員長、青森県議会副議長などを歴任。
2013年、またも乱戦となった第23回参議院議員通常選挙に再挑戦し、青森県選挙区より自民党公認で初当選。
2016年8月5日、第3次安倍第2次改造内閣で、外務大臣政務官に就任。
2023年9月15日、第2次岸田第2次改造内閣で環境副大臣兼内閣府副大臣に就任。2024年10月3日、第1次石破内閣で環境副大臣兼内閣府副大臣に再任。
2024年7月25日、翌年7月の第27回参議院議員通常選挙の青森県選挙区公認候補として擁立することが自民党から発表された。
2024年9月12日、自民党総裁選挙が告示され、滝沢が所属する麻生派からは河野太郎が立候補した。投票日前日の9月26日夜、麻生派幹部6人は都内のホテルに集まり、決選投票に高市早苗が残った場合は高市を支持する方針を決定した。会長の麻生太郎はさらに踏み込み、河野などの陣営に入っていた派閥メンバーに対し、側近議員を通じて「1回目の投票から高市に入れろ」と指示を飛ばした。同日22時半頃、産経新聞は、麻生が1回目の投票から高市を支援するよう自派閥の議員に指示を出したことをスクープした。9月27日総裁選執行。高市は1回目の議員投票で、報道各社の事前調査での30～40票を大きく上回る72票を獲得した。党員数と合わせた得票数は1位だったが、決選投票で石破茂に敗れた。滝沢は1回目の投票、決選投票、いずれも高市に投じた。
2025年1月24日、参議院外交防衛委員長に選出された。
同年7月3日に第27回参議院議員通常選挙が公示され、青森県選挙区には滝沢、立憲民主党新人の元アナウンサーの福士珠美、参政党新人、日本共産党新人、NHK党新人の計5人が立候補の届出を出した。7月16日に時事通信が終盤情勢を発表し、「福士がやや先行し、滝沢が懸命に追う」と報じた。7月20日、参院選執行。投票締め切りの20時直後に青森テレビは福士の当選確実を報じた。滝沢は三八上北地域から強い支持を集め197,966票を獲得するも次点で落選した。参政党公認の元自衛隊員の候補者は91,083票を獲得した。朝日新聞社は同日に実施した出口調査の結果を開票時に発表。1人区で自民党の支持基盤が細ったうえに、保守的な政策を掲げた参政党に無党派層が流れたことが浮き彫りとなった。1人区全体で政党支持率をみると、自民支持率は2022年の前回選挙では49％だったのが、30％に大きく落ち込んだ。無党派層の投票先の内訳をみると、22％が参政党候補、22％が立憲候補、20％が自民候補という結果だった。

## 経歴
- 1981年 - 中央大学法学部政治学科卒業
- 1981年 - 衆議院議員 中曽根康弘 秘書
- 1983年 - 内閣総理大臣 中曽根康弘 公設秘書
- 1995年 - 第17回参議院議員通常選挙において青森県選挙区より無所属で落選
- 1998年 - 青森県議会議員 初当選
- 1998年 - 自民党青森県連 広報委員長
- 1999年 - 自民党青森県連 青年局長
- 2001年 - 青森県議会 環境厚生委員長
- 2003年 - 自民党青森県連 政務調査会長、青森県議会 文教公安委員長
- 2005年 - 青森県議会 副議長
- 2007年 - 自民党青森県連 幹事長代理
- 2008年 - 自民党青森県連 副会長
- 2009年 - 青森県議会 議会運営委員長
- 2011年 - 青森県議会 総務企画委員長
- 2013年 - 第23回参議院議員通常選挙において青森県選挙区より自民党公認で初当選[17]
- 2016年 - 第2次安倍改造内閣にて外務大臣政務官に任命される。
- 2020年 - 自民党 副幹事長
- 2021年 -自民党 環境部会長、自民党 環境・温暖化対策調査会 副会長
- 2022年 - 参議院環境委員会 委員長
- 2023年 - 第2次岸田第2次改造内閣にて環境副大臣兼内閣府副大臣
- 2024年 - 第1次石破内閣にて環境副大臣兼内閣府副大臣
- 2025年 - 参議院外交防衛委員長

## 政策・主張

### 憲法改正
- 憲法9条の改正に賛成し、自衛隊の役割や限界を明記すべきとしている[18]。
- 集団的自衛権の行使に賛成[18]。
- 日本の核武装について、国際情勢によっては検討すべきとしている[18]。

### 消費税増税
- 2013年の公開アンケートにおいて、2014年4月に消費税率を10%に引き上げることついて「引き上げるべきだが、時期は先送りすべきだ」と回答している[19]。
- 2019年の公開アンケートにおいて、同年10月に消費税率を10%に引き上げることについて「法律に従い、引き上げるべきだ」と回答している[20]。

### その他
- 選択的夫婦別姓導入への賛否について「どちらとも言えない」としている[21]。
- 閣僚の靖国神社参拝は問題ない[18]。
- 村山談話・河野談話を見直すべきでない[18]。
- TPP交渉参加に賛成[18]。
- 雇用の金銭解決制度に賛成[18]。
- 原発は電力源の一つとして保つべきだ[21]。

## 所属団体・議員連盟
- 自民党たばこ議員連盟（幹事）[22]
- 自由民主党たばこ特別委員会（幹事）[23]
- みんなで靖国神社に参拝する国会議員の会
- TPP交渉における国益を守り抜く会
- 神道政治連盟国会議員懇談会
- 日韓議員連盟
- 栄養士議員連盟
- 水道事業促進議員連盟
- 自由民主党消防議員連盟
- 遺家族議員協議会
- 日本建設職人社会振興連盟
- 自動車整備議員連盟
- ドクターヘリ推進議員連盟
- 日本会議国会議員懇談会

## 選挙歴
| 当落 | 選挙                         | 執行日         | 年齢 | 選挙区       | 政党       | 得票数     | 得票率 | 定数 | 得票順位 /候補者数 | 政党内比例順位 /政党当選者数 |
| ---- | ---------------------------- | -------------- | ---- | ------------ | ---------- | ---------- | ------ | ---- | ------------------ | ---------------------------- |
| 落   | 第17回参議院議員通常選挙     | 1995年07月23日 | 36   | 青森県選挙区 | 無所属     | 3万2532票  | 6.20%  | 1    | 5/5                | /                            |
| 当   | 1998年青森県議会議員補欠選挙 | 1998年4月      | 39   | 八戸市選挙区 | 自由民主党 | 3万934票   | 53.49% | 2    | 1/3                | /                            |
| 当   | 1999年青森県議会議員選挙     | 1999年4月11日  | 40   | 八戸市選挙区 | 自由民主党 | 1万3697票  | ――     | 8    | 1/12               | /                            |
| 当   | 2003年青森県議会議員選挙     | 2003年4月13日  | 44   | 八戸市選挙区 | 自由民主党 | 1万1428票  | ――     | 8    | 3/13               | /                            |
| 当   | 2007年青森県議会議員選挙     | 2007年4月8日   | 48   | 八戸市選挙区 | 自由民主党 | 1万2346票  | ――     | 8    | 2/12               | /                            |
| 当   | 2011年青森県議会議員選挙     | 2011年4月10日  | 52   | 八戸市選挙区 | 自由民主党 | 1万2159票  | ――     | 8    | 2/11               | /                            |
| 当   | 第23回参議院議員通常選挙     | 2013年07月21日 | 54   | 青森県選挙区 | 自由民主党 | 26万1575票 | 51.33% | 1    | 1/6                | /                            |
| 当   | 第25回参議院議員通常選挙     | 2019年07月21日 | 60   | 青森県選挙区 | 自由民主党 | 23万9757票 | 51.49% | 1    | 1/3                | /                            |
| 落   | 第27回参議院議員通常選挙     | 2025年07月20日 | 66   | 青森県選挙区 | 自由民主党 | 19万7966票 | 36.34% | 1    | 2/5                | /                            |